# سيي فارو
سيي فارو (بالإنجليزية: Cee Farrow)‏ هو موسيقي أمريكي، ولد في 4 سبتمبر 1956 في فرانكفورت في ألمانيا، وتوفي في 1 مايو 1993.

## وصلات خارجية
- سيي فارو على موقع IMDb (الإنجليزية)
- سيي فارو على موقع ميوزك برينز (الإنجليزية)